# Paths of Glory (Nevinson)
Paths of the Glory (litt. les Sentiers de la Gloire) est un tableau réalisé par l'artiste britannique Christopher Nevinson en 1917. Ce tableau de 18 × 24 pouces (45,7 × 60,9 cm) représente deux soldats britanniques morts le visage contre terre sur un champ de bataille du front ouest. Les deux soldats gisent dans la boue et les déchets de la guerre, au bord d'une barrière de fils barbelés. Il est exposé au Imperial War Museum de Londres, et porte comme description : « L'un des plus célèbres tableaux de Christopher Nevinson »,.

## Nom
Le nom de ce tableau provient d'une des lignes du poème Élégie écrite dans un cimetière de campagne de Thomas Gray, « The paths of glory lead but to the grave », soit « les chemins de la gloire ne mènent qu'à la tombe ».
Ce tableau porte également le surnom « les Hommes sans visage », The faceless men.

## L'auteur
Christopher Nevinson a servi comme conducteur d'ambulance volontaire dans la Friends' Ambulance Unit durant les premiers mois de la première guerre mondiale, d'octobre 1914 à janvier 1915 avant de retourner en Angleterre. Il sert alors pour la Royal Army Medical Corps. Fin 1915, il est démobilisé pour cause de rhumatisme articulaire aigu, et se consacre alors à la peinture, s'inspirant des scènes qu'il a pu voir durant ses années. On lui doit notamment Machine-gun (1915), The Doctor (1916), After the push (1917).

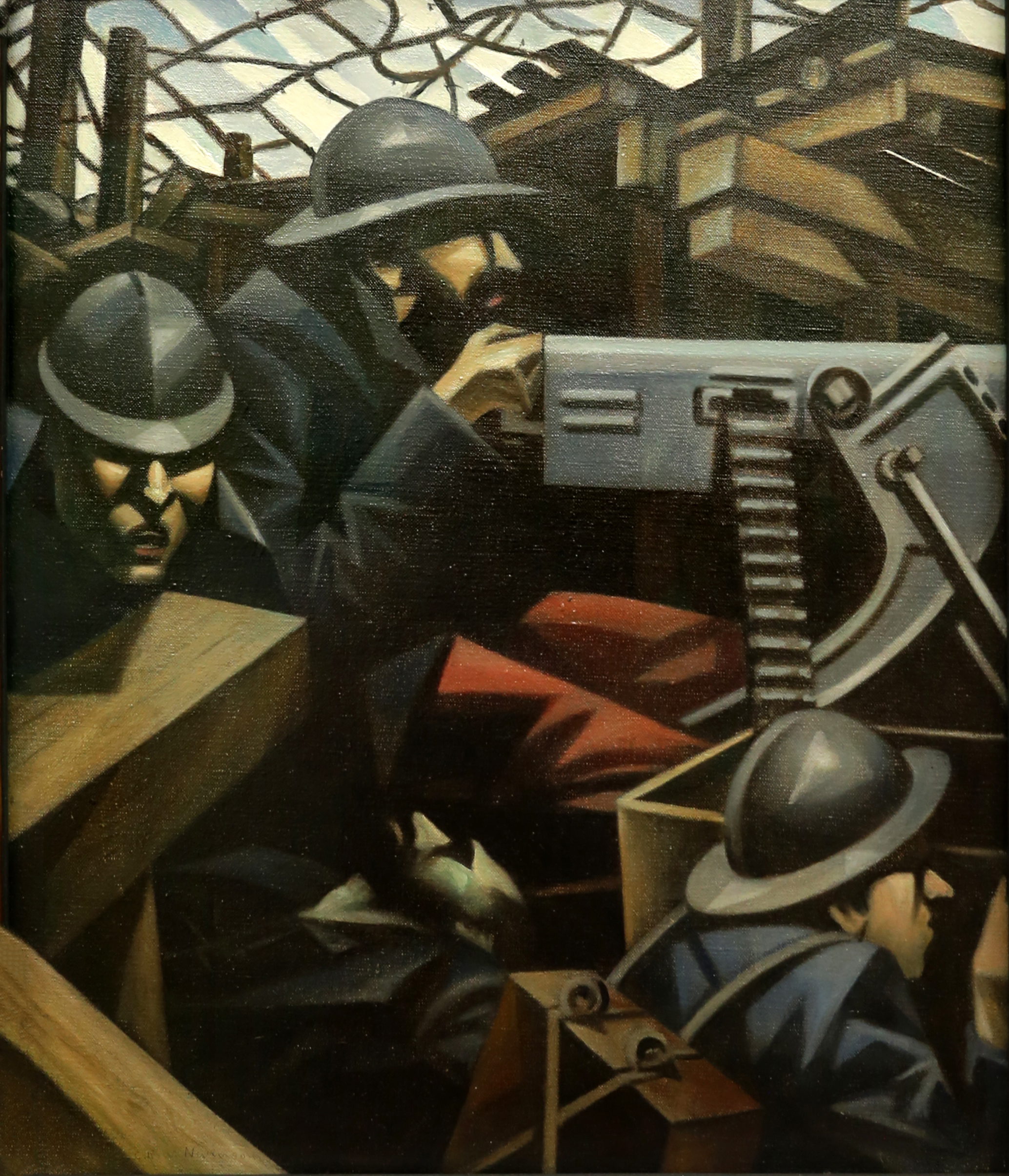
Machine-gun (1915).
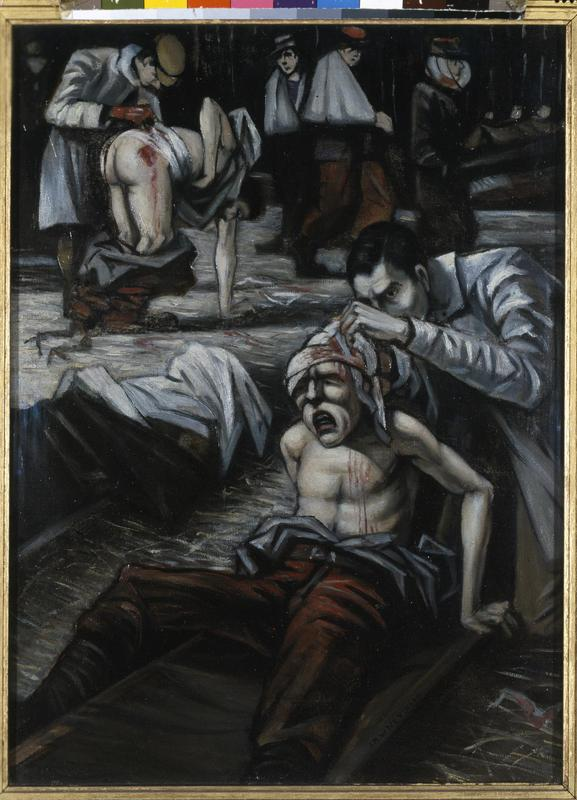
The Doctor (1916).
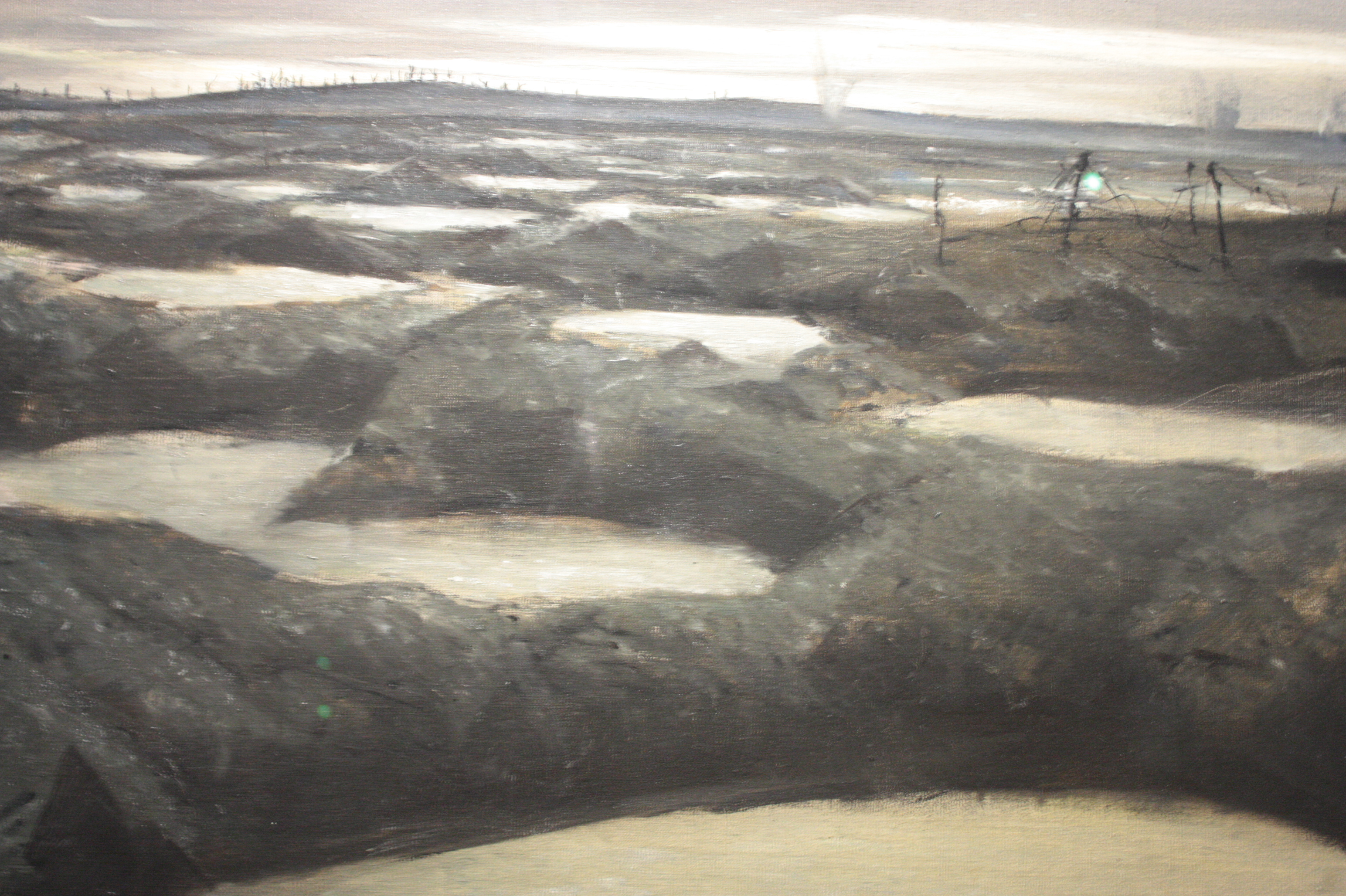
After the push (1917).

Reconnu artiste de guerre par le bureau de la Propagande de Guerre en 1917, il est envoyé en France. Ses tableaux modernistes et vorticistes se font alors plus réalistes pour mieux dépeindre l'horreur de cette guerre.

## Réception de l’œuvre
Lorsque Christopher Nevinson présente son tableau, celui-ci ne passe pas la censure du lieutenant-colonel Arthur N. Lee (en). Nevinson décide alors de suspendre tout de même son tableau dans la salle d'exposition de la Leicester Galleries le 4 mars 1918, masqué de papier brun et portant en travers l'inscription censored (« Censuré »). Cet acte lui vaut une réprimande de la part du bureau de la propagande à la fois pour avoir exposé une œuvre censurée, mais surprenamment aussi pour avoir utilisé sans autorisation le mot "censored" dans un lieu public. Cependant, cela lui permet d'obtenir une notoriété significative.
Le tableau ayant été commandité par le ministère de l'Information, le musée de la guerre se porte immédiatement acquéreur. Le tableau n'a pas changé de propriétaire depuis le 4 mars 1918.